# Tristan Garcia

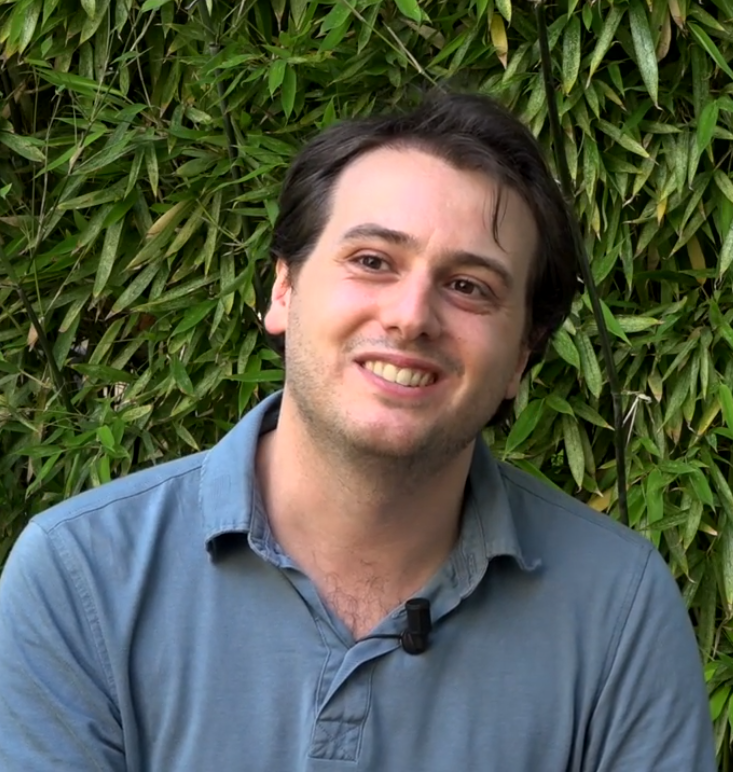
Tristan Garcia (2015)

Tristan Garcia (* 5. April 1981 in Toulouse, Frankreich) ist ein französischer Autor und Philosoph.

## Leben
Garcia ist der Sohn eines Lehrerehepaars. Er schloss die École normale supérieure ab und ist Doktor der Philosophie. Obwohl er ein Liebhaber von Filmen und Fernsehserien ist, hat er zweimal die Aufnahmeprüfungen für die Filmhochschule Fémis in Paris nicht schaffen können.
Garcias erster Roman La meilleure part des hommes wurde von fünf Verlagen abgelehnt und erst 2008 in Frankreich veröffentlicht. Die deutsche Übersetzung (Titel: Der beste Teil der Menschen) erschien 2010. Für seinen Roman 7 erhielt er 2016 den 'Prix du Livre Inter'. Sein von der Kritik gefeierter philosophischer Essay Das intensive Leben stand auf der Shortlist des Prix Femina 2016 für den besten Essay.
Garcia lehrt heute als Maître de conférences an der Universität Lyon III Philosophie.

## Ehrungen und Auszeichnungen
- 2008: Prix de Flore für La meilleure part des hommes
- 2009: Prix François-Victor Noury des Institut de France[3]
- 2012: Grand Prix de littérature sportive für En l'absence de classement final
- 2012: Prix de la Biennale du livre d’histoire à Pontivy für Mémoires de la jungle
- 2013: Schriftsteller des Jahres von GQ für Faber, le destructeur
- 2015: Prix du Lundi für den Roman 7
- 2016: Prix du Livre Inter für den Roman 7

## Veröffentlichungen
- Arts anciens, arts nouveaux. Les formes de nos représentations de l’invention de la photographie à aujourd’hui. Doktorarbeit.
- L’Image. Éditions Atlande, Paris 2007.
- La meilleure part des hommes. Éditions Gallimard (collection Blanche), Paris 2008, ISBN 978-2-07-012064-2.
  - Der beste Teil der Menschen. Roman. Übers. von Michael Kleeberg. Frankfurter Verlagsanstalt, 2010, ISBN 978-3-627-00170-4.[4]
- Mémoires de la jungle. Éditions Gallimard (collection Blanche), Paris 2010, ISBN 978-2-07-012914-0.
- Nous, Animaux et Humains. Actualité de Jeremy Bentham. Bourin Éditeur, Paris 2011, ISBN 978-2-84941-224-4.
- Forme et objet. Un traité des choses. Presses Universitaires des France, Paris 2011, ISBN 978-2-13-057968-7.
- En l'absence de classement final. Gallimard (collection Blanche), Paris 2012, ISBN 978-2-07-013747-3.
- Faber: Le destructeur. Gallimard, 2015.
  - Faber. Der Zerstörer. Übers. von Birgit Leib. Wagenbach, Berlin 2017, ISBN 978-3-8031-3288-8.
- 7. Gallimard (collection Blanche), Paris 2015, ISBN 978-2-07-014988-9.
- La Vie intense. Une obsession moderne. Autrement, Paris 2016, ISBN 978-2-7467-4315-1.
  - Das intensive Leben. Eine moderne Obsession. Übers. von Ulrich Kunzmann. Suhrkamp, Berlin 2017, ISBN 978-3-518-58700-3.[5]
- Nous. Grasset, Paris 2017.
  - Wir. Übers. von Ulrich Kunzmann. Suhrkamp, Berlin 2018, ISBN 978-3-518-58724-9.
- Mager. (deutsch). In: Annette Wassermann (Hrsg.): L' amour toujours - toujours l'amour? Junge französische Liebesgeschichten. Wagenbach, Berlin 2017.